# Нацевет бат Адаэль
Ницэвэт бат Адээль (ивр. נִצֶּבֶת בַּת עַדְאֵל‬‎ Nitsevet bat Adəel) — библейский персонаж Ветхого завета. Является, согласно Ханан бар Раве, матерью Давида со своим мужем Иессеем. Согласно Библии, у Иессея было как минимум девять детей: Елиав, Авинадав, Шимма, Нефанаил, Раддай, Озем, Давид, Церуйя и Авигея.

## В Библии
Хотя имя матери Давида не упоминается в Библии, она все же упоминается там вместе с мужем: когда Давид беспокоился о безопасности своих родителей, он отправился в Массифу в Моаве, чтобы просить у царя разрешения разрешить отцу и матери остаться под королевской защитой короля:

И пошел Давид оттуда в Массифу Моавитскую; и он сказал царю Моавитскому: «Пусть мой отец и моя мать, прошу тебя, выйдут и будут с тобой, пока я не узнаю, что Бог сделает для меня».— 1 Samuel 22:3-4
В нескольких переводах Библии в Псалме 86:16 (приписываемом Давиду) упоминается мать автора:
 Покажи, что слышишь меня и будь добр ко мне.

 Я твой слуга, так что дай мне силы.

 Я твоя рабыня, как и моя мать, так спаси меня!

 — Псалмы 86:16